# Hilma Angered-Strandberg
Hilma Kristina Elisabeth Angered-Strandberg, née le 10 juin 1855 à Stockholm (Suède) et morte le 23 janvier 1927 à Mérano (Royaume d'Italie), est une femme de lettres suédoise. Elle remporte le Grand prix des Neuf en 1916.

## Biographie
Née dans une famille bourgeoise de Stockholm, elle est la fille aînée des cinq enfants de Carl Gustav Strandberg, membre de l'Académie suédoise et de sa femme Eva Strandberg, née Helleday. Ayant perdu ses parents jeune, elle travaille comme dame de compagnie en Scanie puis prend des cours d'opératrice télégraphiste et obtient un poste à Fjällbacka.
Dans les années 1880, elle publie ses premières nouvelles dans le journal Göteborgs Handels- och Sjöfarts-Tidning mais sa critique de la bigoterie des gens de la région entraîne de mauvaises réactions et elle déménage à Göteborg pour travailler à plein temps pour le journal.
Sous le nom de plume de Skjalf, elle écrit pour le périodique féminin Framåt en 1886, année où elle publie un recueil de poèmes I dur och moll sous le pseudonyme de Lilian. Son premier recueil de nouvelles est publié en 1887 et se nomme Västerut. Elle y décrit la vie des pauvres gens du Bohuslän et y raconte la piété à outrance et l'injustice sociale qui règne dans la région. L'ouvrage peut être comparé au Hemsöborna d'August Strindberg sorti la même année.
L'année suivante, elle émigre aux États-Unis avec son époux mais après six années passées sur le sol américain et la perte de deux enfants en bas âge, le couple revient en Suède. Cette expérience lui inspire deux romans : Den nya världen et På prärien publiés en 1898. Dans le premier, elle fictionnalise sa première année de mariage et remet en cause l'idée du rêve américain.
En 1904, elle sort une nouvelle autobiographique nommée Lydia Vik. En själs historia publiée simultanément en suédois et en allemand. Oscar Levertin considère ce texte comme un « livre remarquable ».
Malgré de nombreuses maladies et des difficultés financières, Hilma Angered-Strandberg voyage beaucoup, notamment en Italie et en Suisse au début des années 1900, des voyages qui inspirent ses textes. Publié en 1905, Under Söderns sol est une série de sketches inspirés de ses voyages italiens et På bygator och alpvägar un roman situé en Italie.
En 1916, elle reçoit le premier Grand prix des Neuf de 3 000 couronnes suédoises par l'Académie les Neuf qui vient de s'établir. Dans les années qui suivent, elle disparaît de la scène littéraire suédoise et lorsque son dernier ouvrage paraît en 1924, il est considéré comme une « voix venue des morts ».
De 1888 à 1925, elle entretient une longue correspondance avec Ellen Key, une féministe et pédagogue suédoise, et leurs 228 lettres sont maintenant conservées à la Bibliothèque royale.
Elle meurt en 1927 à Mérano en Italie d'une insuffisance cardiaque.

## Œuvres
- I dur och moll: smärre dikter, 1886
- Västerut, 1887
- På prärien, 1898
- Den nya världen, 1898
- Från det nya och gamla landet, 1899
- Lydia Vik, 1904
- Under Söderns sol, 1905
- Trollmark och andra berättelser, 1907
- Ödesglimtar, 1908
- Hemma, 1912
- På bygator och alpvägar, 1915
- Barbarens son, 1924

## Œuvres disponibles en français
- Tableaux de la vie à deux, sélection de trois nouvelles : Trollmark (1907), Mot den vita snön (1907), Ur tvännes lif (1899), traduit par Vincent Dulac, Cupidus Legendi, 2021, 116 p.  (ISBN 978-2-9567973-6-4)